# Greenville 200 1962
Greenville 200 1962 var ett stockcarlopp ingående i Nascar Grand National Series (nuvarande Nascar Cup Series) som kördes 19 april 1962 på den 0,5 mile (804,672 meter) långa ovalbanan Greenville-Pickens Speedway i Easley, precis väster om Greenville i South Carolina. Totalt avverkades 100 miles (160,934 km) fördelat på 200 varv. Banunderlaget var dirt. Loppet vanns av Ned Jarrett i en Chevrolet på tiden 1:44.23 körande för B.G. Holloway. Jarretts snitthastighet var 57,48 mph. Prispotten uppgick till 4 575 dollar, varav 1 200 dollar gick till segraren.

## Resultat
| Plc     | Nr | Förare           | Team/ bilägare        | Konstruktör | Start | Varv | Ledda varv |
| ------- | -- | ---------------- | --------------------- | ----------- | ----- | ---- | ---------- |
| 1       | 11 | Ned Jarrett      | B.G. Holloway         | Chevrolet   | 1     | 200  | 174        |
| 2       | 2  | Jim Paschal      | Cliff Stewart Racing  | Pontiac     | 8     | 200  | 0          |
| 3       | 8  | Joe Weatherly    | Bud Moore Engineering | Pontiac     | 7     | 200  | 0          |
| 4       | 34 | Wendell Scott    | Scott Racing          | Chevrolet   | 6     | 194  | 0          |
| 5       | 25 | Jim Bennett      | Thurman Wilkes        | Ford        | 10    | 191  | 0          |
| 6       | 19 | Herman Beam      | Herman Beam           | Ford        | 15    | 186  | 0          |
| 7       | 62 | Curtis Crider    | Curtis Crider         | Mercury     | 11    | 182  | 0          |
| 8       | 18 | Stick Elliott    | Toy Bolton            | Ford        | 12    | 172  | 0          |
| 9       | 60 | Tom Cox          | Ray Herlocker         | Plymouth    | 17    | 170  | 0          |
| 10      | 48 | G.C. Spencer     | GC Spencer Racing     | Chevrolet   | 5     | 148  | 0          |
| 11      | 43 | Richard Petty    | Petty Enterprises     | Plymouth    | 2     | 139  | 0          |
| 12      | 17 | Fred Harb        | Fred Harb             | Ford        | 9     | 104  | 0          |
| 13      | 47 | Jack Smith       | Jack Smith            | Pontiac     | 3     | 89   | 26         |
| 14      | 51 | Bob Cooper       | Bob Cooper            | Ford        | 18    | 81   | 0          |
| 15      | 55 | Neil Castles     | i.u.                  | Ford        | 19    | 61   | 0          |
| 16      | 86 | Buck Baker       | Buck Baker Racing     | Chrysler    | 14    | 44   | 0          |
| 17      | 4  | Rex White        | Rex White             | Chevrolet   | 4     | 41   | 0          |
| 18      | 1  | George Green     | Jess Potter           | Chevrolet   | 1     | 39   | 0          |
| 19      | 63 | George Alsobrook | Ratus Walters         | Ford        | 63    | 36   | 0          |
| Källor: |    |                  |                       |             |       |      |            |